# 1959-es jégkorong-világbajnokság
Az 1959-es jégkorong-világbajnokság a 26. világbajnokság volt, amelyet a Nemzetközi Jégkorongszövetség szervezett. A vb-n a csapatok két szinten vettek részt.

## A csoport
1–12. helyezettek
- Kanada – Világbajnok
- Szovjetunió
- Csehszlovákia
- Egyesült Államok
- Svédország
- Finnország
- NSZK
- Norvégia
- NDK
- Olaszország
- Lengyelország
- Svájc

## B csoport
13–15. helyezettek
- Csehszlovákia B válogatott – nem rangsorolt
- Románia
- Magyarország
- Ausztria

A csehszlovák B válogatottat nem rangsorolták.